# José Vicente Rodrigues Lima
José Vicente Rodrigues Lima, (Recife, janeiro de 1911) foi um contador, economista, estudioso e militante do movimento negro. Criou, junto a companheiros de militância, a Frente Negra Pernambucana, em 1936.

### Biografia
José Vicente veio de uma família simples, filho de Ignácio Rodrigues de Lima, um carpinteiro, e Aplinária de Oliveira Lima, uma professora. O militante circulou por algumas das clássicas instituições públicas do Recife, tendo estudado no Ginásio Pernambucano e, mais tarde, se formado economista pela Faculdade de Ciências Econômicas da Universidade Federal de Pernambuco. 
Participou de seminários, congressos e organizações na sua área de formação, como o Sindicato dos Economistas Profissionais de Pernambuco. Mais tarde, seria ainda um dos organizadores do setor de Contabilidade da Universidade Federal Rural de Pernambuco.
Entre outros, José Vicente publicou e produziu trabalhos, tendo feito apresentações em grandes eventos, tal como o Congresso Afro-brasileiro, com a produção As Atividades Culturais do Negro no Brasil e Estudo Sobre o Panteísmo Negro. 
Por conta de seu trabalho e atuação, o militante chegou a visitar e participar de conferências em diversos países. Mas um de seus grandes feitos, pelo qual foi reconhecido, foi a criação de uma Frente Negra Pernambucana, ao lado de grandes figuras como o poeta e militante Solano Trindade, Gerson Monteiro de Lima e Miguel Barros, conhecido por Barros, o mulato.
Além de sua carreira nas Ciências Econômicas, José Vicente foi considerado um grande pesquisador dos Xangôs de Pernambuco, o que, no período em questão, não era visto com bons olhos pelos próprios frequentadores de terreiros e adeptos da religião de matriz africana. Para além disso, o pesquisador foi fortemente influenciado pelo pensamento culturalismo e pela crença de que a evolução religiosa e cultural do Brasil não incluiria as expressões religiosas afro-brasileiras, o que deixa claro em sua obra supracitada Xangô. Anos mais tarde, José Vicente reconhece em entrevistas a importância de todos os aspectos da cultura afro-brasileira, de modo a deixar claro que o seu pensamento dos anos de 1930 não o acompanhou por toda a sua vida.

### Contextualização histórica
O estudioso presenciou e manteve-se ativo em momentos distintos, mas também desafiadores, da história do Brasil: o Estado Novo, a Ditadura Militar, o crescimento das pautas sociais e ampliação do Movimento Negro no Brasil etc. A década de 30, período no qual a Frente fecundou, foi marcada pelas intervenções do Estado Novo, que visava modernizar e higienizar as cidades brasileiras. E esse foi o caso do Recife, governado por Agamenon Magalhães a partir de 1937. O governador estava firmemente alinhado com os ideais da modernização e com as propostas e conduta de Getúlio Vargas.
É nesse contexto que, sob a égide do ‘embelezamento da cidade’, a cultura afro-brasileira foi perseguida e atacada a partir de diversas artimanhas de órgãos reguladores institucionalizados, uma vez que não fazia parte do projeto moderno higienista que vigorava na política brasileira. Um destes órgãos foi o Serviço de Higiene Mental e de Assistência a Psicopatas, que atuava no controle e fiscalização dos terreiros. Sob o governo de Agamenon Magalhães, os Xangôs do Recife sofreram dura repressão, sobretudo nesta justificativa de uma maior fiscalização e controle. Isso se dá, pois, essa cultura era considerada inferior e isso afetaria diretamente o desenvolvimento social, que estaria em pauta no período. Entretanto, houve resistência e as cerimônias religiosas nunca deixaram de ocorrer devido a estratégias coletivas para sua sobrevivência.
Deste modo, não foram apenas as religiões de matriz africana e seus adeptos que sofreram repressões. A Frente Negra Brasileira encerrou suas atividades em decorrência da repressão política. Embora sua entidade-irmã, a Frente Negra Pernambucana, não tenha findado sua atuação, José Vicente, assim como Solano Trindade, sofreu censura pelo regime controlador estabelecido pelo Estado Novo. A luta dos movimentos negros contra a desigualdade racial preocupava o Estado tanto pelo potencial de mobilização social quanto pela vigilante repressão ao comunismo, de forma que estes círculos foram compreendidos como “ação de comunistas”.

### Atuação política
Frente Negra Pernambucana
A década de 1930 também foi marcada por uma gama de pesquisas científicas que partiam de um referencial culturalista e eugênico, alinhando essas perspectivas em torno de um projeto através da educação. Esse é o caso do médico psiquiatra Arthur Ramos, que chegou a realizar pesquisas educacionais em escolas públicas do Rio de Janeiro, onde constatou que as crianças eram “anormalizadas” pelo meio cultural e social. Nesse contexto, a visão culturalista elencaria culturas, umas em detrimento de outras, de forma que a cultura afro-brasileira seria algo a ser solucionado. Essa “solução”, em acordo com o pensamento de José Vicente, viria através da educação.
Essa visão foi abraçada por José Vicente Lima, de modo que a Frente Negra Pernambucana, que mais tarde se tornaria o Centro de Cultura Afro-brasileira, carregaria em seu pleito pela educação da população negra um caráter alinhado ao culturalismo. Solano Trindade, por sua vez, era colega pessoal e companheiro de luta de José Vicente e defendia fortemente as tradições ancestrais dos negros no Brasil, além de lutar contra a repressão política; isso gerou conflitos entre os dois militantes, uma vez que Lima defendia um movimento apartidário.

### Produções acadêmicas e literárias
- Xangô (1937);
- Desajustamento Econômico e Classe Marginal (1949);
- Problemas Pernambucanos;
- Os Poemas Negros de Solano Trindade.